# Heinz Rosner

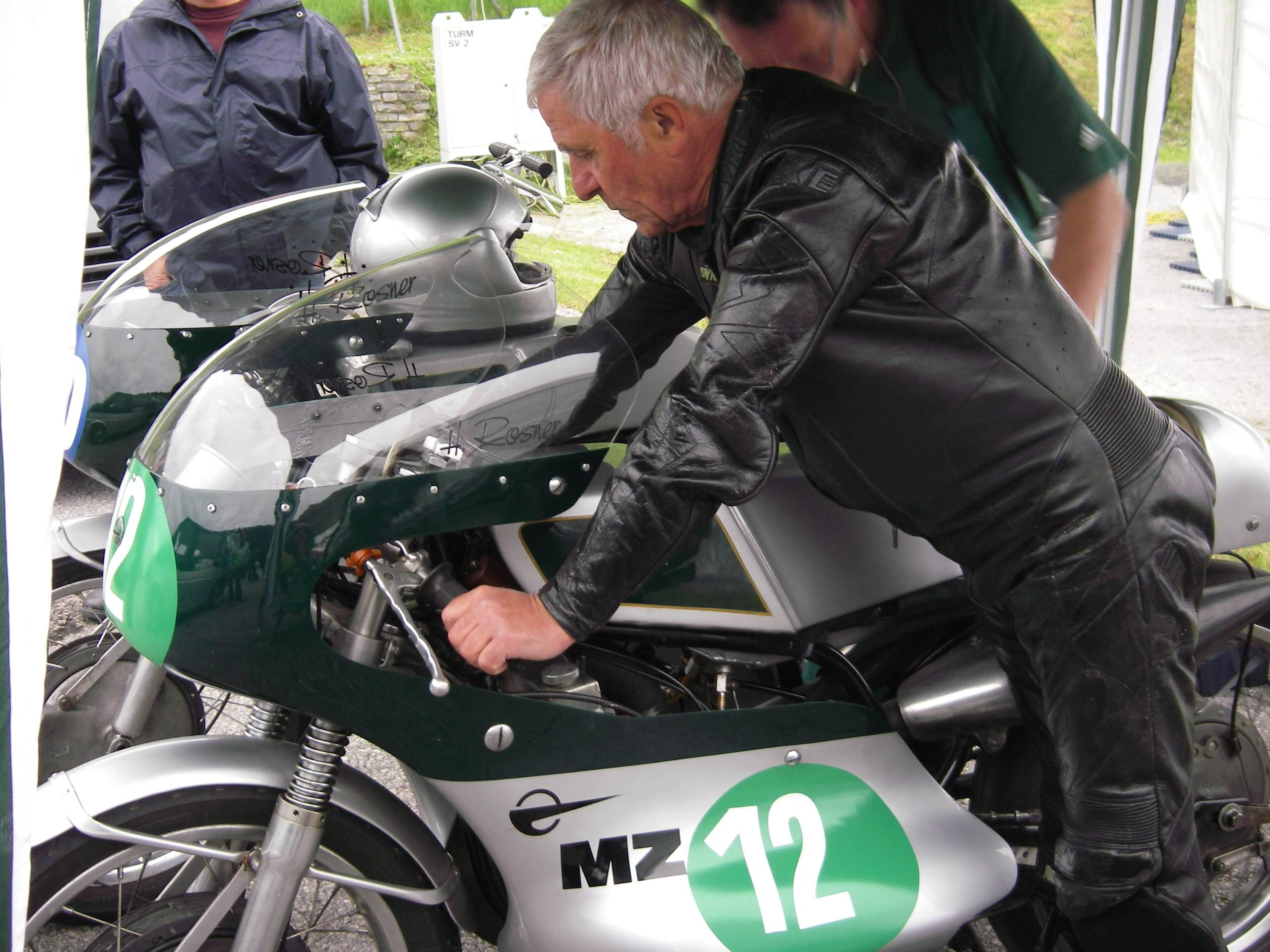
Heinz Rosner 2010

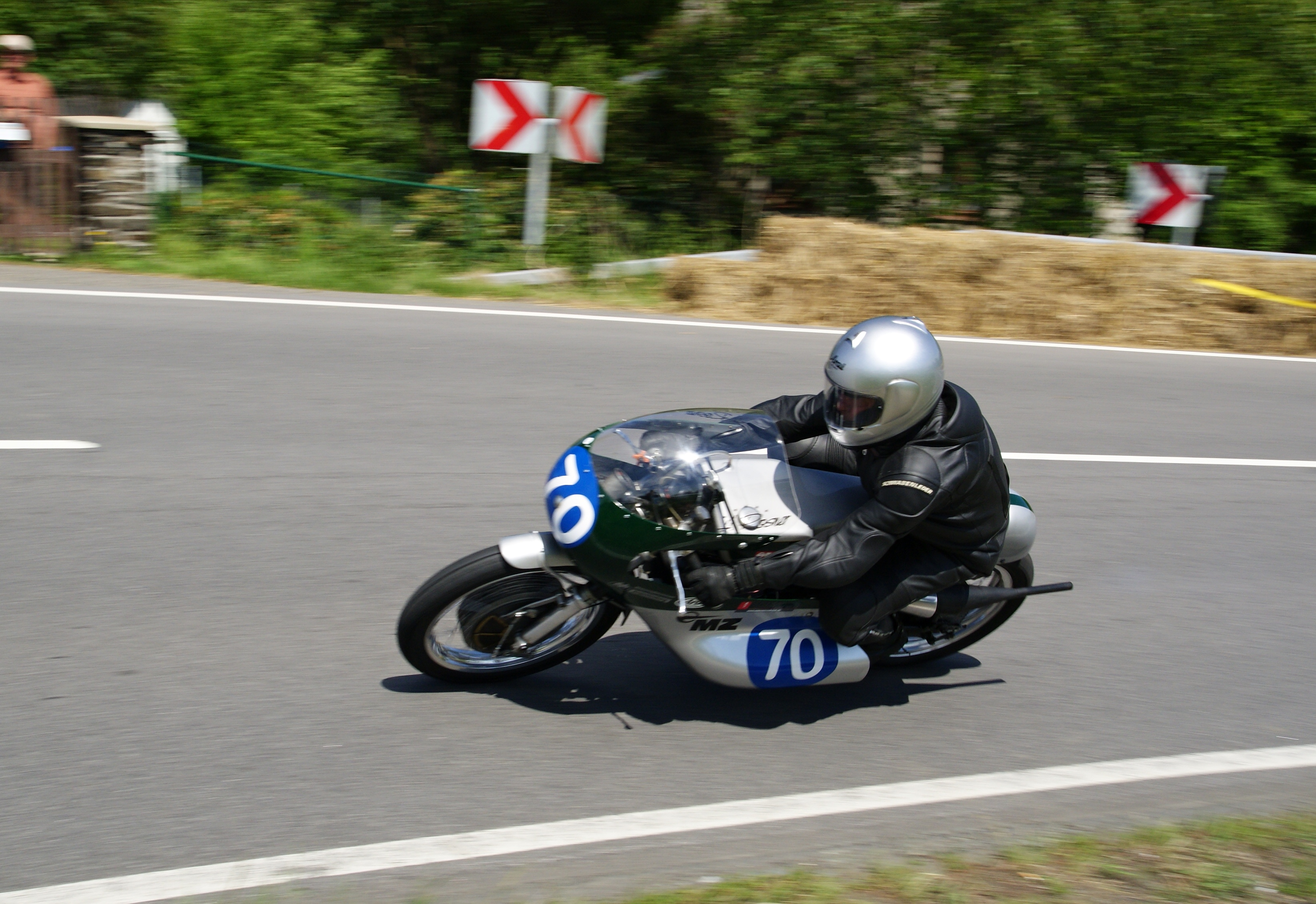
Heinz Rosner 2011 auf MZ

Heinz Rosner (* 14. Januar 1939 in Hundshübel) ist ein ehemaliger deutscher Motorradrennfahrer.
Rosner ging zwischen 1964 und 1969 in der Motorrad-Weltmeisterschaft an den Start und wurde 1968 WM-Dritter in der 250-cm³-Klasse.
Während seiner gesamten Laufbahn startete er stets auf MZ, weshalb er bis heute auch als „Mr. MZ“ bekannt ist.

## Karriere

### Anfänge
Heinz Rosner begann im Jahr 1953 als 14-Jähriger eine Lehre als Kfz-Mechaniker in einer EMW-Vertretung.
Im Jahr 1958 bestritt Rosner sein erstes Motorradrennen. Er trat auf einer selbst präparierten MZ RT 125 mit Dreigang-Serienmotor auf der Halle-Saale-Schleife im Rennen der Ausweisfahrer an und belegte Rang sieben. Beim folgenden Lauf beim Leipziger Stadtparkrennen wurde er Fünfter. Daraufhin konnte er bei MZ einen Viergang-Drehschieber-Motor kaufen, mit dem er bis Ende 1959 so viele Rennen gewann, dass man ihn nicht mehr in der Ausweisklasse antreten ließ. Sein Talent fiel dem damaligen MZ-Rennleiter Walter Kaaden auf, der ihn im Spätherbst 1959 mit einer alten 250er-Werks-MZ versorgte.
1960 sollte der Erzgebirger für den MC Wismut Aue in der 125-cm³-Lizenz-Klasse, die mit vielen ehemaligen MZ-Werksmaschinen gespickt war, antreten. Seine Maschine wurde jedoch nicht rechtzeitig zum am 24. April auf der Halle-Saale-Schleife stattfindenden Meisterschaftslauf geliefert, weshalb Rosner kurzfristig im Werksteam den verletzten Walter Brehme in der Viertelliterklasse ersetzte. Er war in der Lage, das 250er-Rennen zu gewinnen, jedoch entschied der damalige MZ-Rennleiter Bernhard Petruschke, dass Rosner auf Rang zwei fahren sollte, da er kein regulärer Werksfahrer war. Der Sachse gab sich mit dieser Entscheidung zufrieden, schied jedoch an zweiter Stelle liegend mit einem Schaden an der Zündung seiner Maschine aus. Walter Kaaden war von Rosners Leistung derart begeistert, dass er ihn beim folgenden Großen Preis von Finnland mit einer 125er antreten ließ. Nach erneuter Stallorder wurde Rosner Zweiter hinter Hans Fischer und äußerte sich nach seiner Rückkehr in die DDR positiv über die Schönheit der finnischen Landschaft.
Als Walter Brehme wieder einsatzfähig war, wurde Heinz Rosner nicht mehr für das Werksteam des Zschopauer Herstellers berücksichtigt was ihn anfangs nicht verwunderte, da er ja nur Ersatzfahrer gewesen war. Rosner startete wieder für den MC Wismut Aue und durfte neben der DDR-Meisterschaft nur Rennen im Ostblock bestreiten. Erst nachdem Bernhard Petruschke nicht mehr als MZ-Rennleiter fungierte, erfuhr Rosner die wahren Gründe für seine Nichtberücksichtigung im Werksteam. Petruschke hatte die SED-Führung von seinen Äußerungen über Finnland informiert. Da er jung und unverheiratet war, befand die Partei, dass Fluchtgefahr bestand, weshalb Rosner nicht mehr fürs Werksteam in Betracht gezogen wurde.

### MZ-Werksfahrer
Erst Walter Kaaden holte Heinz Rosner 1964 wieder ins Werksteam des Zschopauer Herstellers, das sich zu dieser Zeit im Umbruch befand. Nachdem bereits der 1961 in die BRD geflüchtete Ernst Degner nie gleichwertig ersetzt werden konnte, beendeten nun die Altstars Hans Fischer und Walter Brehme ihre Karrieren, was eine große Lücke im Team hinterließ. Kaaden berief daraufhin drei junge Fahrer, die in der Achtelliterklasse an den Start gehen sollten: Klaus Enderlein, Dieter Krumpholz und eben Rosner, der beim Großen Preis der DDR 1964 auf dem Sachsenring mit Rang vier im 125er-Lauf sein Debüt in der Motorrad-Weltmeisterschaft gab.
Nachdem der altgediente Werner Musiol am Ende der Saison 1964 seine Laufbahn ebenfalls beendet hatte, ging Rosner als Nummer-1-Fahrer der Zschopauer in die Saison 1965. Beim Großen Preis der Tschechoslowakei auf dem Masaryk-Ring nahe Brünn fuhr er mit Rang drei im 125er-Rennen hinter den Briten Frank Perris (Suzuki) und Derek Woodman (MZ) den ersten WM-Podestplatz seiner Laufbahn ein. Wenig später belegte der Sachse in den 250er-Läufen in Finnland und beim Nationen-Grand-Prix in Monza jeweils den zweiten Platz, was ihm im Endklassement der Viertelliterklasse den vierten Rang einbrachte. Bereits 1965 hatte Rosner die Möglichkeit, Werksfahrer bei Suzuki zu werden. Dies wäre aber nur mit einer Flucht aus der DDR möglich gewesen, die für den Sachsen nie in Frage kam.
1966 bestritt Heinz Rosner fünf 250er- und zwei 350er-WM-Läufe, bei denen ihm in jeder Klasse jeweils ein zweiter und ein dritter Rang gelang. In der Saison 1967 nahm Rosner an jeweils fünf 250er- und fünf 350er-Grands-Prix teil. Höhepunkt dabei war der 350-cm³-Lauf um den Großen Preis der Tschechoslowakei, als er hinter dem Honda-Werksfahrer Mike Hailwood Zweiter wurde. In der 350er-Gesamtwertung belegte Rosner mit drei Podestplätzen aus fünf Rennen den vierten Rang.
Zur Saison 1968 zogen sich die bis dahin dominierenden japanischen Hersteller Honda und Suzuki aus der WM zurück. Yamaha trat mit seinen überlegenen V4-Maschinen in den Klassen bis 125 und bis 250 cm³ jedoch weiterhin an. Heinz Rosner ging in diesem Jahr erstmals als alleiniger MZ-Werkspilot an den Start, nachdem er bis 1967 stets mit dem Briten Derek Woodman das Werksteam gebildet hatte, und erlebte die beste Saison seiner Laufbahn. In der 125-cm³-Klasse trat er bei drei Läufen an und errang jeweils den dritten Platz, was ihn in der Gesamtwertung auf Rang vier brachte. In der Viertelliterklasse fuhr Rosner in acht Rennen siebenmal auf Podest und musste im Endklassement nur den Yamaha-Werksfahrern Phil Read und Bill Ivy den Vortritt lassen, was die beste WM-Platzierung in seiner Karriere bedeutete. Bei den 350ern nahm der Sachse an zwei Rennen teil. Sowohl in der DDR als auch in der Tschechoslowakei konnte er dem damals mit seiner Dreizylinder-MV-Agusta weit überlegenen Italiener Giacomo Agostini Paroli bieten und jeweils auf den zweiten Platz fahren. Obendrein gewann Rosner für den MC Motorradwerke Zschopau die DDR-Meisterschaft in der 250-cm³-Klasse.
Als nach der Saison 1968 auch Yamaha seinen werksseitigen Rückzug aus der Motorrad-WM bekanntgab, vergrößerten sich Heinz Rosners Chancen auf einen Titelgewinn 1969 nur scheinbar. Zwar hatte Walter Kaaden über den Winter die Leistung der Zweitakter erheblich steigern können, jedoch ging diese auf Kosten der Standfestigkeit der Maschinen. Die Weiterentwicklung der Werksmaschinen litt bereits seit einiger Zeit unter der geringen Materialqualität der ausschließlich aus der DDR stammenden Motorteile. Auch das Budget für Kaadens MZ-Rennabteilung wurde von Jahr zu Jahr geringer. Rosner fuhr in einer von vielen technisch bedingten Ausfällen geprägten Saison bei insgesamt neun Grands Prix in drei verschiedenen Klassen drei Podestplätze ein. In der 350er-Klasse beendete er die Saison erneut als Vierter. Nur ein Kupplungsschaden beim letzten Saisonlauf, dem Großen Preis von Jugoslawien in Opatija verhinderte den Vizetitel hinter dem haushoch überlegenen Agostini und seiner MV. Seinen 250er-Titel in der DDR-Meisterschaft konnte der Erzgebirger erfolgreich verteidigen.

### Karriereende
Am Saisonende 1969 zog Heinz Rosner seine Konsequenzen aus der für ihn unbefriedigenden Entwicklung, kündigte seinen Vertrag bei MZ und beendete enttäuscht seine aktive Rennsportkarriere, um sich in Hundshübel im Erzgebirge auf sein privates Fuhr- und Taxi-Unternehmen mit angeschlossener Tankstelle, das er 1964 zusammen mit seiner Frau Katja von seinen Eltern übernommen hatte, zu konzentrieren. Sein Reisepass wurde daraufhin umgehend eingezogen. Schon in den Jahren zuvor war er als einziger Werksfahrer, der nicht Angestellter des Werks war, Repressalien ausgesetzt gewesen und als Privatkapitalist gebrandmarkt. Als 1971 sein Freund Günter Bartusch, dem Rosner ins MZ-Werksteam verholfen hatte, auf dem Sachsenring tödlich verunglückte, wandte er sich für längere Zeit vom Rennsport ab.

### Neubeginn im Motorrad- und Veteranenrennsport
Noch vor der Wende erhielt Rosner 1989 die Erlaubnis, an einem vom Veteranen-Fahrzeug-Verband (VFV) in Hockenheim ausgerichteten Veteranenrennen teilzunehmen und trat auf einer mit Hilfe von Walter Kaaden aus Teilen neu aufgebauten 251er MZ an. In den Folgejahren verfiel Heinz Rosner wieder voll und ganz dem Rennsport. Zusammen mit Kaaden, der ihn bis zu dessen Tod im Jahr 1996 begleitete, versah er die noch zur Verfügung stehenden Maschinen mit qualitativ hochwertigen und zuverlässigen Teilen, an denen es zu DDR-Zeiten gemangelt hatte, und trat damit bei zahlreichen Veteranenrennen an. Heinz Rosner stürzte 2005 mit einer kurz zuvor fertiggestellten 7-Gang-250er nach 1966er-Spezifikation derart schwer, dass er sich ein Hüftgelenk brach und die behandelnden Ärzte nicht sicher waren, ob er je wieder laufen könnte. Rosner verkaufte daraufhin seine Taxen und LKW und setzte sich zur Ruhe, hörte aber nicht mit dem Motorradrennsport auf. Im Juli 2008 mussten Rosner Knochensplitter aus dem Gehirn entfernt werden, die auf wichtige Nervenbahnen drückten, was zeitweise sogar zu einer halbseitigen Lähmung geführt hatte. Bereits im September bestritt er wieder Rennen. Beim 23. Internationalen Halle/Saale-Schleifen-Rennen 2010 belegte Rosner auf einer Werks-MZ-RE Twin den dritten Platz in der 500-cm³-Klasse. Bis heute ist er regelmäßiger Gast bei zahlreichen Veteranenrennen in Deutschland und Europa.

## Statistik

### Erfolge
- 1968 – 250-cm³-DDR-Meister auf MZ[1]
- 1969 – 250-cm³-DDR-Meister auf MZ[1]

### In der Motorrad-Weltmeisterschaft
| Saison | Klasse  | Motorrad | Rennen | Siege | Podien | Punkte | Ergebnis |
| ------ | ------- | -------- | ------ | ----- | ------ | ------ | -------- |
| 1964   | 125 cm³ | MZ       | 1      | –     | –      | 3      | 14.      |
| 1965   | 125 cm³ | MZ       | 1      | –     | 1      | 4      | 15.      |
| 1965   | 250 cm³ | MZ       | 5      | –     | 2      | 18     | 4.       |
| 1966   | 250 cm³ | MZ       | 5      | –     | 2      | 15     | 5.       |
| 1966   | 350 cm³ | MZ       | 2      | –     | 2      | 10     | 7.       |
| 1967   | 250 cm³ | MZ       | 5      | –     | 1      | 13     | 6.       |
| 1967   | 350 cm³ | MZ       | 5      | –     | 3      | 18     | 4.       |
| 1968   | 125 cm³ | MZ       | 3      | –     | 3      | 12     | 4.       |
| 1968   | 250 cm³ | MZ       | 8      | –     | 7      | 32     | 3.       |
| 1968   | 350 cm³ | MZ       | 2      | –     | 2      | 12     | 4.       |
| 1969   | 125 cm³ | MZ       | 1      | –     | –      | 6      | 28.      |
| 1969   | 250 cm³ | MZ       | 4      | –     | 1      | 28     | 7.       |
| 1969   | 350 cm³ | MZ       | 4      | –     | 2      | 38     | 4.       |
| Gesamt | Gesamt  | Gesamt   | 46     | 0     | 26     | 209    |          |

## Verweise